# Bertrand Gachot
Bertrand Gachot (* 23. prosince 1962, Lucemburk) je bývalý francouzsko-belgický automobilový závodník, jenž v letech 1989 – 1995 závodil ve Formuli 1.

## Závodnické začátky
V patnácti letech začal závodit na motokárách. Roku 1983 navštěvoval známou jezdeckou školu Winfield School. Od té doby se účastnil závodů Formule Ford, roku 1986 vyhrál britskou verzi této série.
V roce 1987 přestoupil do britské Formule 3, kde na první pokus obsadil druhé místo. Pro sezonu 1988 si vybral šampionát Formule 3000, avšak nedosáhl zde žádných výsledků.

## Formule 1
V roce 1989 vstoupil do Formule 1 s novým týmem Onyx Grand Prix, několikrát se nedokázal kvalifikovat do závodu a před koncem sezony odešel do stáje Rial Racing. Pro sezonu 1990 uzavřel smlouvu s týmem Coloni, ale ani jednou se nedostal z kvalifikace.
V roce 1991 podepsal smlouvu s novou stájí Jordan Grand Prix, za který závodil do Grand Prix Belgie 1991, kde jej nahradil Michael Schumacher, a získal pro britskou stáj 4 body. V Grand Prix Maďarska 1991 dokonce zajel nejrychlejší kolo závodu. Konec sezony strávil v týmu Larrousse, za který jezdil i v sezoně následující, kde získal jeden bod a celkově skončil devatenáctý.
Po roční pauze se vrátil s týmem Pacific Racing, s nímž spojil svou kariéru pro roky 1994 a 1995.

## Kariéra mimo Formuli 1
Jeho největším úspěchem se stala výhra v 24 hodin Le Mans spolu s Johnnym Herbertem a Volkerem Weidlerem v monopostu Mazda, což znamená největší úspěch této japonské značky v tomto vytrvalostním závodě. V pozdějších letech se věnoval především obchodním zájmům.
Po odchodu z královské třídy ukončil kariéru, ale v roce 1997 se k motosportu vrátil a zúčastnil se 24 hodin Le Mans s vozem Porsche.

## Kontroverze
V roce 1991 jako pilot Jordanu nastříkal londýnskému taxikáři do obličeje pepřový sprej, za což byl odsouzen k dvouměsíčnímu vězení. Kvůli tomuto incidentu se nemohl zúčastnil VC Belgie, kde je nahradil tehdy neznámý Michael Schumacher.

## Národnost
Narodil se v Lucemburku jako syn francouzského evropského komisaře a vnuk francouzských prarodičů. Dětství prožil v Belgii. Jezdil s belgickou superlicencí s francouzským pasem. V roce 1992 získal francouzskou licenci.
V rozhovoru v roce 1991 o sobě prohlásil: „Opravdu nejsem jedné národnosti. Cítím se mnohem víc jako Evropan, ale v současnosti musím uznat, že jednotná Evropa není reálná.“ Jeho helmu po většinu kariéru zdobil kruh žlutých hvězd na modrém pozadí, což symbolizovalo vlajku EU.

## Kompletní výsledky ve Formuli 1
| Legenda k tabulce | Legenda k tabulce                                                                       |
| Barva             | Výsledek                                                                                |
| ----------------- | --------------------------------------------------------------------------------------- |
| Zlatá             | Vítěz                                                                                   |
| Stříbrná          | 2. místo                                                                                |
| Bronzová          | 3. místo                                                                                |
| Zelená            | Bodované umístění                                                                       |
| Modrá             | Nebodované umístění                                                                     |
| Modrá             | Dokončil neklasifikován (NC)                                                            |
| Fialová           | Odstoupil (Ret)                                                                         |
| Červená           | Nekvalifikoval se (DNQ)                                                                 |
| Červená           | Nepředkvalifikoval se (DNPQ)                                                            |
| Černá             | Diskvalifikován (DSQ)                                                                   |
| Bílá              | Nestartoval (DNS)                                                                       |
| Bílá              | Závod zrušen (C)                                                                        |
| Světle modrá      | Pouze trénoval (PO)                                                                     |
| Světle modrá      | Páteční testovací jezdec (TD)                                                           |
| Bez barvy         | Netrénoval (DNP)                                                                        |
| Bez barvy         | Vyřazen (EX)                                                                            |
| Bez barvy         | Nepřijel (DNA)                                                                          |
| Bez barvy         | Odvolal účast (WD)                                                                      |
| Bez barvy         | Nezúčastnil se (prázdné)                                                                |
| Označení          | Význam                                                                                  |
| Tučnost           | Pole position                                                                           |
| Kurzíva           | Nejrychlejší kolo                                                                       |
| †                 | Jezdec nedojel do cíle, ale byl klasifikován, protože odjel více než 90 % délky závodu. |
| ‡                 | Byl udělován poloviční počet bodů, protože bylo odjeto méně než 75 % délky závodu.      |
| Horní index       | Umístění bodujících jezdců ve sprintu                                                   |

| Rok  | Tým                            | Šasi                   | Motor                    | 1        | 2        | 3        | 4        | 5        | 6        | 7        | 8        | 9        | 10       | 11      | 12      | 13      | 14      | 15      | 16      | 17    | Umístění  | Body |
| ---- | ------------------------------ | ---------------------- | ------------------------ | -------- | -------- | -------- | -------- | -------- | -------- | -------- | -------- | -------- | -------- | ------- | ------- | ------- | ------- | ------- | ------- | ----- | --------- | ---- |
| 1989 | Moneytron Onyx Formula One     | Onyx ORE-1             | Ford DFR 3.5 V8          | BRA DNPQ | SMR DNPQ | MON DNPQ | MEX DNPQ | USA DNPQ | CAN DNPQ | FRA 13   | GBR 12   | GER DNQ  | HUN Ret  | BEL Ret | ITA Ret | POR     | ESP     |         |         |       | -         | 0    |
| 1989 | Rial Racing                    | Rial ARC2              | Ford DFR 3.5 V8          |          |          |          |          |          |          |          |          |          |          |         |         |         |         | JPN DNQ | AUS DNQ |       | -         | 0    |
| 1990 | Subaru Coloni Racing           | Coloni C3B             | Subaru 1235 F12          | USA DNPQ | BRA DNPQ | SMR DNPQ | MON DNPQ | CAN DNPQ | MEX DNPQ | FRA DNPQ | GBR DNPQ |          |          |         |         |         |         |         |         |       | -         | 0    |
| 1990 | Coloni Racing Srl              | Coloni C3C             | Ford DFR 3.5 V8          |          |          |          |          |          |          |          |          | GER DNPQ | HUN DNPQ | BEL DNQ | ITA DNQ | POR DNQ | ESP DNQ | JPN DNQ | AUS DNQ |       | -         | 0    |
| 1991 | Team 7UP Jordan                | Jordan 191             | Ford HB4 3.5 V8          | USA 10   | BRA 13   | SMR Ret  | MON 8    | CAN 5    | MEX Ret  | FRA Ret  | GBR 6    | GER 6    | HUN 9    | BEL     | ITA     | POR     | ESP     | JPN     |         |       | 13. místo | 4    |
| 1991 | Larrousse F1                   | Lola LC91              | Ford DFR 3.5 V8          |          |          |          |          |          |          |          |          |          |          |         |         |         |         |         | AUS DNQ |       | 13. místo | 4    |
| 1992 | Central Park Venturi Larrousse | Venturi Larrousse LC92 | Lamborghini 3512 3.5 V12 | RSA Ret  | MEX 11   | BRA Ret  | ESP Ret  | SMR Ret  | MON 6    | CAN DSQ  | FRA Ret  | GBR Ret  | GER 14   | HUN Ret | BEL 18  | ITA Ret | POR Ret | JPN Ret | AUS Ret |       | 19. místo | 1    |
| 1994 | Pacific Grand Prix Ltd         | Pacific PR01           | Ilmor 2175A 3.5 V10      | BRA Ret  | PAC DNQ  | SMR Ret  | MON Ret  | ESP Ret  | CAN Ret  | FRA DNQ  | GBR DNQ  | GER DNQ  | HUN DNQ  | BEL DNQ | ITA DNQ | POR DNQ | EUR DNQ | JPN DNQ | AUS DNQ |       | -         | 0    |
| 1995 | Pacific Grand Prix Ltd         | Pacific PR02           | Ford EDC 3.0 V8          | BRA Ret  | ARG Ret  | SMR Ret  | ESP Ret  | MON Ret  | CAN Ret  | FRA Ret  | GBR 12   | GER      | HUN      | BEL     | ITA     | POR     | EUR     | PAC Ret | JPN Ret | AUS 8 | -         | 0    |